# Charles David Allis

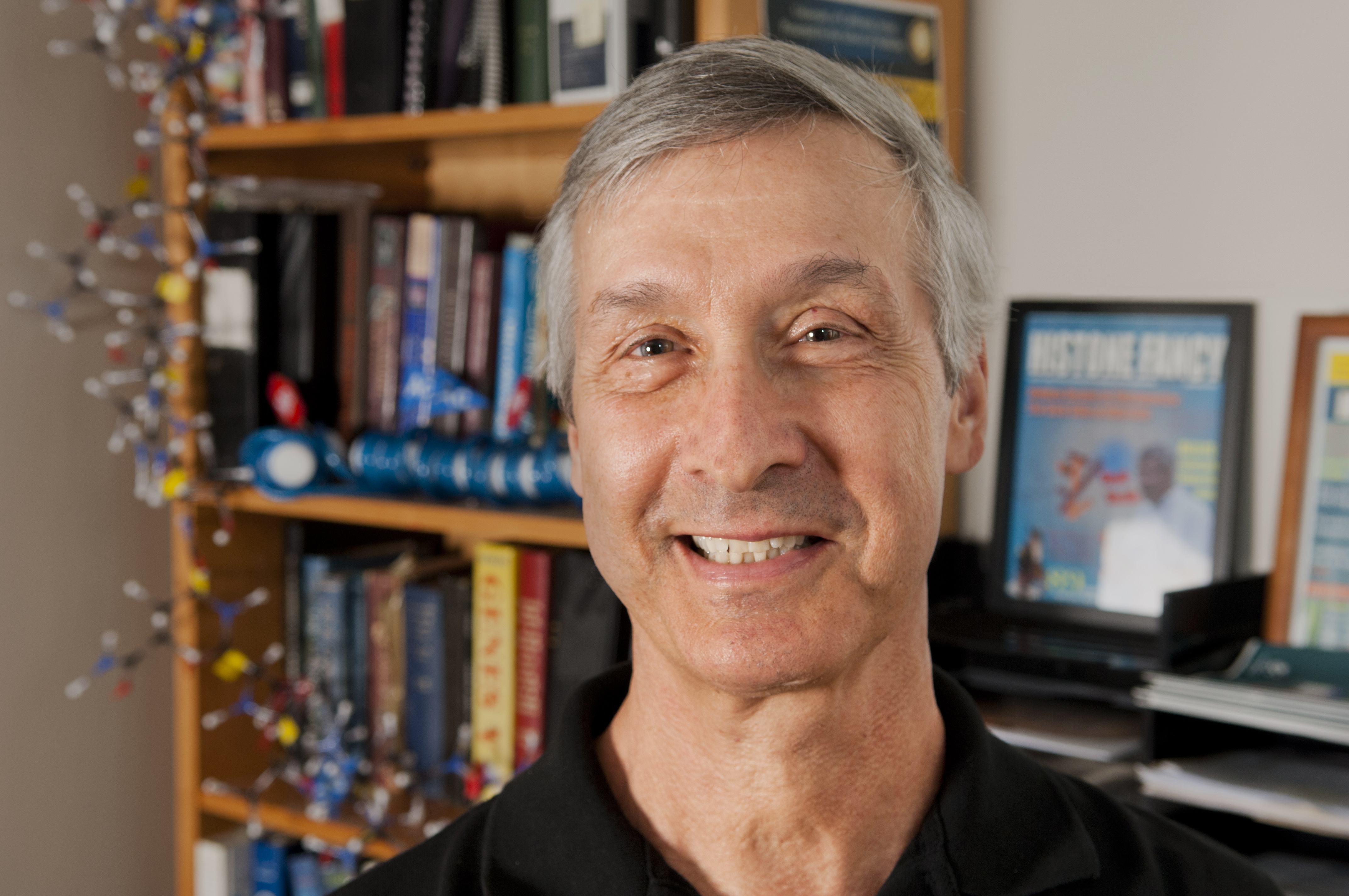
Charles David Allis, 2013

Charles David Allis (* 22. März 1951 in Cincinnati, Ohio; † 8. Januar 2023 in Seattle, Washington) war ein US-amerikanischer Biologe und Professor an der Rockefeller University in New York City.

## Leben
Allis erwarb 1973 einen Bachelor in Biologie an der University of Cincinnati in Cincinnati, Ohio. 1975 erhielt er einen Master in Biologie an der Indiana University in Bloomington, Indiana, und 1978 einen Ph.D. ebendort. Allis arbeitete als Postdoktorand an der University of Rochester in Rochester, New York. Eine erste Juniorprofessur (1981 Assistant Professor, 1986 Associate Professor) hatte er in der Abteilung für Biochemie am Baylor College of Medicine in Houston, Texas, ab 1988 Abteilung für Biochemie und Zellbiologie, 1989 eine ordentliche Professur ebendort. 1990 wechselte Allis als Professor für Biologie an die Syracuse University in Syracuse, New York, bevor er 1995 die gleiche Funktion an der University of Rochester in Rochester, New York, übernahm. 1997 und 1998 war er zusätzlich Professor für Onkologie an der dortigen School of Medicine. Zwischen 1998 und 2003 war Allis an der University of Virginia in Charlottesville, Virginia, Professor für Mikrobiologie und Professor für Biochemie und Molekulargenetik. Seit 2003 war er Professor für Chromatin-Biologie und Epigenetik und Leiter des gleichnamigen Labors an der Rockefeller University in New York City.

## Wirken
Allis’ Forschungen drehten sich um das Chromatin, den Komplex aus Desoxyribonukleinsäure und Proteinen, in dem die genetische Information im Zellkern dicht gepackt ist. Chromatin spielt eine entscheidende Rolle in der Genexpression, indem es bestimmte Abschnitte des Genoms für weitere Schritte der Transkription freigibt oder nicht. Allis’ Arbeiten befassten sich mit den Prozessen und chemischen Änderungen, die die Chromatin-Struktur und -Funktion bestimmen. Eine mögliche Anwendung war der Versuch, Gene einzuschalten, die Tumorwachstum behindern, und solche abzuschalten, die Tumorwachstum begünstigen. Forschungsgegenstand waren insbesondere verschiedene Mechanismen der Histonmodifikation und der Histon-Code.

## Auszeichnungen (Auswahl)
- 2001 Dickson Prize in Medicine[5]
- 2001 Mitgliedschaft in der American Academy of Arts and Sciences[6]
- 2003 Massry-Preis[7]
- 2004 Wiley Prize in Biomedical Sciences[3]
- 2005 Mitgliedschaft in der National Academy of Sciences
- 2007 Gairdner Foundation International Award[8]
- 2010 Rosenstiel Award[9]
- 2011 Howard Taylor Ricketts Award[10]
- 2014 Japan-Preis
- 2014 Prix Charles-Léopold Mayer
- 2015 Breakthrough Prize in Life Sciences
- 2016 Gruber-Preis für Genetik
- 2017 March of Dimes Prize in Developmental Biology
- 2018 Albert Lasker Award for Basic Medical Research
- 2019 Mitglied der National Academy of Medicine
- 2022 Albany Medical Center Prize